# 須澤紀信
須澤 紀信（すざわ きしん、1991年2月27日 - ）は、日本の男性シンガーソングライター。 長野県松本市出身、東京都在住。B型。ヤマハミュージックコミュニケーションズ所属。メディアによっては須沢紀信の表記もみられる。

## 来歴
5歳の頃に「耳をすませば」の天沢聖司にあこがれバイオリンを始める。
学生時代はイチローにあこがれ野球に没頭する。プロ野球選手になるという夢を抱き地元の高校に進学するも、部活になじめず退学することを選択。その後、島根県にある全寮制のキリスト教愛真高等学校へ入りなおし、そこで先輩からアコースティックギターを譲り受けたのをきっかけに作曲を始め、次第に歌手になるという新しい夢を抱くようになる。 
高校卒業後は名古屋の音楽専門学校へ進学し、本格的に音楽活動を開始。ストリートライブを中心に日々精力的に活動を行う。
2015年秋より活動拠点を東京へ移す。 

### 2017年
10月4日、ヤマハミュージックコミュニケーションズよりメジャーデビューシングル『はんぶんこ / 夢の続き』をリリース。『夢の続き』は、TBSテレビ「噂の!東京マガジン」エンディングテーマ（2017年10月 - 12月）としてタイアップされた。

### 2018年
1月24日：2ndシングル『ノイズ』をリリース。
4月よりTBSラジオ「Fine!!」内のミニコーナー「須澤紀信のキシン伝心」を担当。2020年9月の番組終了時まで続く人気コーナーとなった。
9月5日：1stアルバム『半径50センチ』と、SBCラジオ・ワイドFMキャンペーンソングとなった配信シングル『イントロが流れ出したら』を同時リリース。
9月〜10月：初のワンマンライブツアー「1stワンマンライブツアー2018 ～君の歌になりたい～」を東京・名古屋・大阪・福岡の4都市で実施。
10月より『いいんだよ』（1stアルバム『半径50センチ』収録）が浜辺美波・佐藤二朗出演のJA共済テレビCMに起用される。
12月31日：TBSテレビ「CDTVスペシャル!年越しプレミアライブ2018→2019」に生出演。

### 2019年
1月より初の自主企画イベント「キシン伝心」をスタートする。
3月18日：第11回CDショップ大賞2019にて甲信越ブロック賞を受賞。
5月18日：「須澤紀信2nd ワンマンライブ ～ボクの街、キミの街～」を渋谷RUIDO.K2で開催。
10月23日：配信シングル『アソート』をリリース。2年ぶりにTBSテレビ 「噂の!東京マガジン」エンディングテーマ（2019年10月 - 12月）に起用される。
11月23日～30日：「須澤紀信ワンマンライブツアー2019 〜第二印象〜」を東京・名古屋・大阪の3都市で開催。

### 2020年
4月30日に「須澤紀信ワンマンライブ2020 〜Sing along〜」を東京で開催予定だったが、新型コロナウイルス感染拡大の影響により9月へ振替発表がされるも、8月26日にそれの中止も発表された。

### 2021年
『夢の続き』が再びTBSテレビ 「噂の!東京マガジン」エンディングテーマ（2021年1月 - 3月）に起用される（同番組は同年3月をもって地上波での放送を終了し、BSへ移行）。
2月28日：前日に30歳を迎えたことを記念したバースデーライブ「須澤紀信『らしさ』〜30th Birthday LIVE〜」を新代田crossingにおいて2部制（有観客＆配信のみ）で開催。
3月12日：自身初となるクラウドファンディング企画による「須澤紀信　史上最大のフリーライブ『浮力』」開催が発表される。支援募集開始の3月17日20時から10分足らずで目標額である50万円に到達、最終的にそれの287%を集め大成功に終わった。しかし5月23日に上野恩賜公園水上音楽堂で有観客にて開催予定だったライブは東京都の緊急事態宣言延長に伴い無観客の配信ライブとなることが決まった。
4月23日：MV連続公開の第一弾として1stアルバム『半径50センチ』より『考えたくもない』MVを公開。俳優を起用したドラマパートから始まる構成となっており、雨のシーンでは須澤本人が撮影スタッフ「レインメーカー」として雨を降らせている。
5月7日：MV連続公開の第二弾として『希望のうた』MVを公開。前月公開の『考えたくもない』と内容がリンクしており、引き続き同じ俳優が出演している。同曲は7月21日発売のEP『遠近法 -Reconstruction of perspective-』からの先行配信シングルとして同日よりリリースされた。6月29日には、同曲がTBSテレビ「王様のブランチ」7月度のエンディングテーマとなることが発表された。
5月23日：上野恩賜公園水上音楽堂にて「須澤紀信　史上最大のフリーライブ『浮力』」を無観客で開催。この模様はYouTubeで生配信された。
7月21日：EP『遠近法 -Reconstruction of perspective-』リリース。収録曲よりMV連続公開の第三弾として『ドライフラワー』MVを公開。
8月11日：MV連続公開の第四弾としてEP『遠近法 -Reconstruction of perspective-』収録曲より『パセリ』MVを公開。脱色した髪にグリーンのメッシュを入れ、眉を短く剃るなどこれまでの須澤とは一線を画したビジュアルが話題となった。なおこのMVは、3月より行われたクラウドファンディング企画のストレッチゴールとして設定した「目標額の300%達成で新曲MV追加制作」に惜しくも届かなかったものの、支援者への感謝の気持ちを形にしたいと考えた須澤がスタッフに直訴し特別に制作が実現したものであった。
8月28日：渋谷TAKE OFF7にてEPリリース記念ワンマンライブ「再構築」を昼・夜の2部制（弾き語り＆バンド形式）で開催。有観客でのバンドワンマンライブは1年9ヶ月ぶりの開催となった。

## 人物
趣味は野球で、休日は草野球で主力として活躍している。
尊敬するアーティストの一人に馬場俊英がいる。過去にはライブで共演を果たしたり、TBSラジオ「Fine!!」内のミニコーナー「須澤紀信のキシン伝心」にゲストとして迎えたりと親交が深い。 2021年5月23日に上野恩賜公園水上音楽堂で行った「須澤紀信　史上最大のフリーライブ『浮力』」では、同氏の代表曲の一つである『スタートライン～新しい風』のセルフカバーを披露した。
専門学校時代に音楽活動をスタートした名古屋について「シンガーソングライター須澤紀信の生まれ故郷」と自称しており、名古屋でのライブには特別な想い入れがある。
専門学校時代は4人組バンドLindrRond（リンドロンド）のボーカルとしても活動していたが、2016年12月7日に解散している（2019年12月29日に名古屋のライブハウス「車道LINK」で、1日限りで再結成し公演を行った。この日は同店の最終営業日であった）。
自宅のベランダで家庭菜園を楽しんでおり、キュウリやオクラを狙うイモムシと日々格闘を繰り広げている。
2nd配信シングル『アソート』について、須澤は曲紹介の際に「アソート」と発音していたところ、ある日実家の母親から須澤に「アソートが正しい」という抗議の電話が入った。なおそれ以降も基本的に前者で発音しているが、時折そのエピソードを持ち出しては自ら発音を訂正している。

## ディスコグラフィー

### シングル
|     | 発売日        | タイトル              | 規格品番   | 収録曲                                                                                    | 備考         |
| --- | ------------- | --------------------- | ---------- | ----------------------------------------------------------------------------------------- | ------------ |
| 1st | 2017年10月4日 | はんぶんこ / 夢の続き | YCCW-30065 | 1. はんぶんこ 2. 夢の続き 3. 君は誰かのヒーロー 4. 友だち 5. はんぶんこ（instrument）     | オリコン圏外 |
| 2nd | 2018年1月24日 | ノイズ                | YCCW-30069 | 1. ノイズ 2. ハミングバード 3. だって 4. 愛がカタチになったなら 5. ノイズ（instrumental） | オリコン圏外 |

### 配信限定シングル
|     | 発売日         | タイトル               | レーベル                                              |
| --- | -------------- | ---------------------- | ----------------------------------------------------- |
| 1st | 2018年9月5日   | イントロが流れ出したら | YAMAHA MUSIC COMMUNICATIONS/VAST MUSIC AGENCY/NICHION |
| 2nd | 2019年10月23日 | アソート               | YAMAHA MUSIC COMMUNICATIONS                           |
| 3rd | 2021年5月7日   | 希望のうた             | YAMAHA MUSIC COMMUNICATIONS                           |
| 4th | 2022年6月24日  | 僕の街                 | YAMAHA MUSIC COMMUNICATIONS                           |
| 5th | 2023年2月1日   | 何処にいたって         | upcoming                                              |
| 6th | 2023年10月4日  | 未来への鼓動           |                                                       |

### アルバム
|        | 発売日        | タイトル                               | 規格品番   | 収録曲 | 備考         |
| ------ | ------------- | -------------------------------------- | ---------- | --- | ------------ |
| 1st    | 2018年9月5日  | 半径50センチ                           | YCCW-10330 | 1. ユニフォーム 2. なんでまだ好きなんでしょうか 3. オリーブの実 4. いいんだよ 5. りんご 6. omake 7. 考えたくもない 8. ノイズ 9. ハミングバード 10. 夢の続き 11. はんぶんこ 12. 1日の終わりに | オリコン圏外 |
| 1st EP | 2021年7月21日 | 遠近法 -Reconstruction of perspective- | YCCW-10387 | 1. ドライフラワー 2. パセリ 3. 希望のうた 4. 一匙の魔法 5. アソート -remix- | オリコン圏外 |

## ミュージックビデオ
| 公開日     | 監督          | 曲名           | 備考                                  |
| ---------- | ------------- | -------------- | ------------------------------------- |
| 2021/04/23 | Kaito Shibata | 考えたくもない | 出演：Shutaro Kadoshita、Reiko Tanaka |
| 2021/05/07 | Kaito Shibata | 希望のうた     |                                       |
| 2021/07/21 | Kaito Shibata | ドライフラワー | 出演：Sae Ito                         |
| 2021/08/11 | Kaito Shibata | パセリ         | 出演：SHAMPOOS                        |
| 2022/06/24 | サトミ        | 僕の街         |                                       |
| 2023/02/01 | サトミ        | 何処にいたって |                                       |

## 出演イベント
2014年
- 12月19日 - ASTRO HALL presents "NEW LIGHTS"

2015年
- 5月05日 - JAPANESE FOLKEY FESTIVAL FINAL 第2部 宵唄祭り
- 9月23日 - 別冊UTA-KAI vol.70

2016年
- 4月21日 - Sound Garden
- 6月04日 - SAKAE SP-RING 2016
- 7月26日 - Different martial arts
- 8月19日 - Friday Night Special !!!
- 12月07日 - 須澤紀信 vs LindrRond

2017年
- 5月13日・14日 - 栄ミナミ音楽祭'17
- 5月15日 - MEGAアコギdeナイト☆2017 ～栄ミナミ音楽祭'17 後夜祭～
- 6月03日 - SAKAE SP-RING 2017
- 10月07日 - MINAMI WHEEL 2017
- 11月23日・24日 - 真空パック vol.12 ～ISEKIをうけいれて～
- 12月05日 - SPECIAL DAY -MINAMI WHEEL EDITION-
- 12月24日 - 長岡 音むすびフェス!!2017

2018年
- 2月18日 - カクメイ前夜 2018 ～raciku 1周年記念イベント～
- 4月15日 - トアロード・アコースティック・フェスティバル 2018
- 6月04日 - 歌と僕
- 7月26日 - OTODAMA SEA STUDIO 2018「FOR YOU 2018」
- 8月11日 - 2018 神宮外苑花火大会
- 10月06日 - MINAMI WHEEL 2018
- 11月03日 - 馬場俊英 BAND TOUR 2018 ステップ・バイ・ステップ with FRIENDS
- 11月21日 - KOBE Goodies "Acoustic" Collection
- 12月02日 - Act Against AIDS 2018 in NAGOYA
- 12月31日 - CDTVスペシャル!年越しプレミアライブ2018→2019

2019年
- 4月27日 - 靱公園 MUSIC FESTA FM COCOLO ～風のハミング～
- 5月11日 - 栄ミナミ音楽祭'19
- 5月12日 - ABETEN STREET BUTTERFLY2019
- 5月25日 - Shimokitazawa SOUND CRUISING 2019
- 6月01日 - SAKAE SP-RING 2019

2020年
- 10月10日 - AION CARNIVAL in Shimokitazawa

2021年
- 7月10日 - 中井智彦 Concept Live「ウタツムギ-愛がカタチになったなら-」